# Рясниківські джерела
Рясникі́вські джере́ла — гідрологічна пам'ятка природи місцевого значення в Україні. Розташована в межах Гощанського району Рівненської області, в селі Рясники. 
Площа 0,1 га. Статус надано згідно з рішенням облради від 27.05.2005 року № 584. Перебуває у віданні Рясниківської сільської ради. 
Статус надано з метою збереження кількох потужних джерел природного походження. 